# Savoia-Marchetti S.56
Le Savoia-Marchetti S.56 est un hydravion monomoteur biplan italien d'entraînement et de tourisme construit par Savoia-Marchetti.
Chaque aile avait une envergure différente, l'aile supérieure était plus longue que l'aile inférieure. L'instructeur et l’élève étaient assis côte à côte dans deux postes de pilotages séparés, avec doubles commandes; un troisième poste de pilotage était situé juste derrière. Il utilisait un moteur Anzani de 70 ch et était construit en bois.
Le S.56A avait une plus grande envergure et un moteur Anzani de 80 ch et était transformé en amphibie par l'ajout d'un train d'atterrissage rétractable manuellement. Les propriétaires privés et les aéro-clubs en achetèrent au moins 12 et la Regia Aeronautica en exploita quatre autres (équipés de moteurs différents).
Le S.56A était populaire aux États-Unis, et l'American Aeronautical Corporation (AAC) racheta la licence de production en 1929, en s'appuyant sur le moteur radial Kinner K-5 de 90 ch pour propulser les trois biplaces et plus de 40 tri-places produits.
Il fut suivi en 1930 par le S.56B, propulsé par le Kinner B-5 de 125 ch, avec un cockpit fermé. Un autre fut converti en monoplace et équipé de réservoirs de carburant additionnels, désigné S.56C, pour une tentative de tour du monde aérien par l'homme d'affaires américain Smith Reynolds.
En 1932, la Budd Company construisit le Budd BB-1 Pioneer, un S.56 entièrement métallique.

## Opérateurs

### Militaires
Italie
- Regia Aeronautica

 États-Unis
- United States Army Air Corps

 Roumanie
- Force aérienne royale roumaine (5, école)

### Opérateurs civils et gouvernementaux
États-Unis
- New York City Police Department exploita 6 biplans construits sous licence aux États-Unis par l'American Aeronautical Corporation

## Avions exposés
NC349N, construit sous licence aux États-Unis par AAC et utilisé par la police durant les années de prohibition pour intercepter les contrebandiers, est actuellement exposé au Cradle of Aviation Museum, à Long Island, New York.
Un S.56 restauré est exposé au Carolinas Aviation Museum situé sur l'aéroport international Charlotte Douglas, à Charlotte, en Caroline du Nord.